# ブリー・ド・モー
ブリー・ド・モー（フランス語: Brie de Meaux）またはブリー・ド・ヴァロワ（フランス語: Brie de Valois）は、フランスで生産される、牛乳を原料とした白かびチーズ、ブリーチーズの一種。その風味は「上品」と評され、「チーズの王様」とも称される。AOC認定は1980年8月。1814年 - 1815年のウィーン会議において、本来の目的とは関係ない余興の一つとして行われたチーズのナンバーワンを決める会議では、ブリー・ド・モーがノミネートされた60以上のチーズを押さえ満場一致で1位となった。その際クレメンス・フォン・メッテルニヒはこのチーズを指して「チーズの王」との賛辞を述べた。
製法は、まず牛乳に酵素を加えカードとした後にへら状の道具ですくって型に入れ、塩も加え一週間水を切りその後熟成室へ入れる。この後は圧迫を加えず藁の台の上でときどき裏返しつつ4-6週間熟成させる。サイズは他の同タイプのチーズと比べて大きく直径36-37センチメートルほどもある。

## 産地
産地は下記の一覧を参照。「全域」と明示されないものはその県の一部で生産される。主要な産地はイル＝ド＝フランス地域圏のブリー地方である。「モー」は同地方内のモーに由来。
- イル＝ド＝フランス地域圏
  - セーヌ＝エ＝マルヌ県全域
- シャンパーニュ＝アルデンヌ地域圏
  - オーブ県
  - マルヌ県
  - オート＝マルヌ県
- サントル＝ヴァル・ド・ロワール地域圏
  - ロワレ県
- ロレーヌ地域圏
  - ムーズ県
- ブルゴーニュ地域圏
  - ヨンヌ県